# Schweizer Parlamentswahlen 1963/Resultate Nationalratswahlen
Die Nationalratswahlen der 37. Legislaturperiode fanden am 27. Oktober 1963 statt. Auf dieser Seite findet sich eine Übersicht über die Resultate in den Kantonen (Parteien, Stimmen, Wähleranteil, Sitze, Gewählte).